# Найдхарт фон Ройентал
Найдхарт фон Ройентал (на немски: Neidhart von Reuental) (ок.1180-ок.1246) е поет от стар баварски рицарски род, прославен минезингер, възпяващ любовта и чувствените радости.

## Творби
Найдхарт често използва грубовати мотиви от простолюдния живот, така нарушава установените поетически норми и става създател на жанра „дворцово-селска поезия“ , особено предпочитан сред изкушените в словото немски аристократи от късното Средновековие.
Найдхарт се прочува и като майстор на летни и зимни песни за селските танци на открито или в покоите на дворците за развлечение на владетелите и техните приближени. Смята се, че поетът взима участие в Петия кръстоносен поход през 1217 г. и там създава своите религиозни песни, упражнили голямо влияние върху следващите поколения творци.

## Признание
Личността на Найдхарт фон Ройентал се възпява в шванки и народни карнавални комедии от XIV до XVI век, които го представят като шегобиец и дяволит рицар. Самото име на поета крие една двусмислица – на старонемски диалект то означава „Лукавият от долината на скръбта“. Ройентал е герой и на анонимната народна книга в стихове „Найдхарт Лисицата“, а по време на Реформацията Ханс Закс го осмива в простодушните си „Сценки за Найдхарт“.
Найдхарт фон Ройентал е погребан в пищна гробница до южната страна на катедралата „Св. Стефан“ във Виена.
Лято, твоите разкошни дни защо ги няма:

тази люта зима носи болка и тъга.

Нямам и утеха от прекрасната си дама:

как ще минат тези дълги месеци сега,

щом от студ повехнаха в полето всичките цветя?

Птиците в гората са замлъкнали съвсем, забравили са песента.

ок. 1210